# Chōshū (Han)

Familienwappen der Mōri: Ichimonji ni mitsuboshi („gerade Linie mit drei Sternen“)

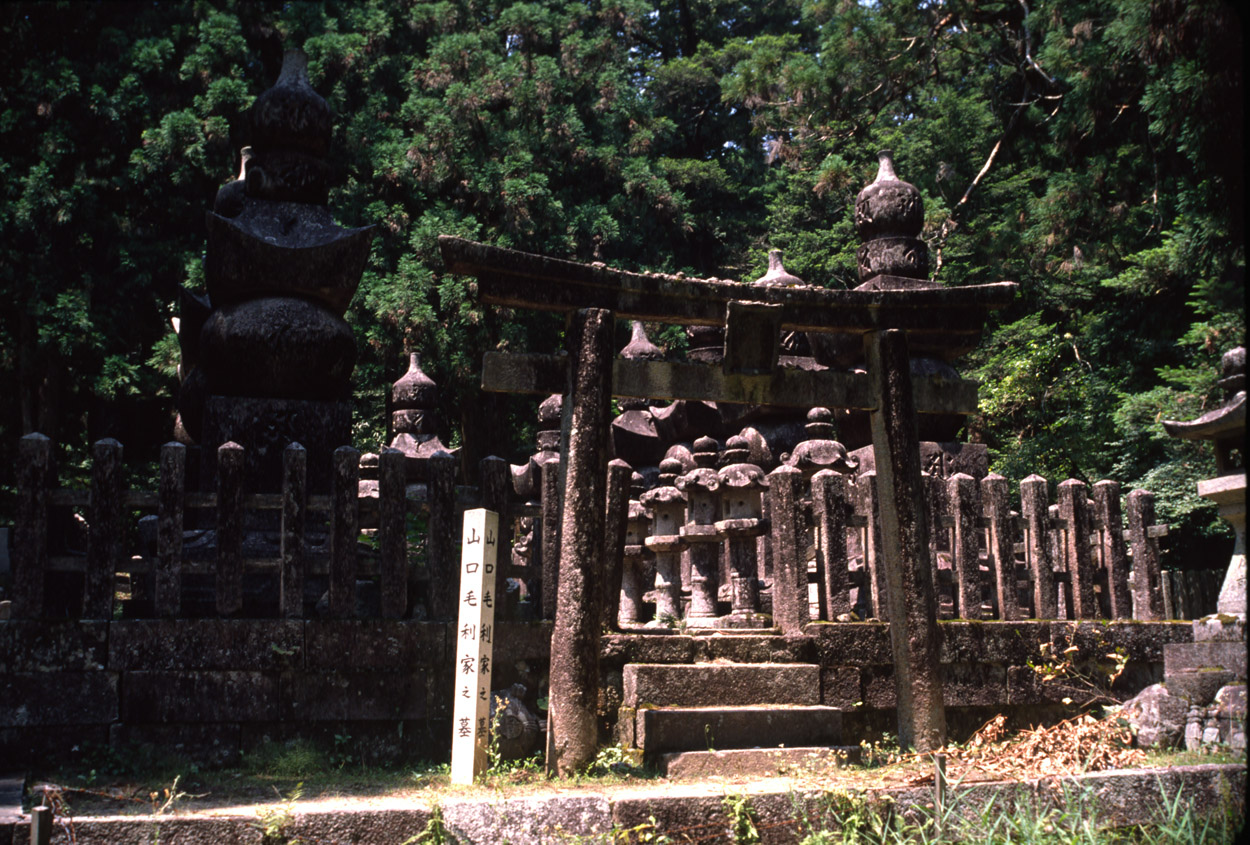
Grab des Yamaguchi Mōri-Klans am Berg Kōya

Chōshū (jap. 長州藩, -han) war ein Han (Lehen) in Japan während der Edo-Zeit, auf dem Gebiet der historischen Provinzen Nagato (auch Chōshū genannt) und Suō, beziehungsweise der modernen Präfektur Yamaguchi.
Das Lehen wurde auch als Hagi-han (萩藩) bezeichnet, nach der Burg Hagi, und ab 1863 nach dem Umzug der Verwaltung nach Yamaguchi auch als (Suō-)Yamaguchi-han ((周防)山口藩).
Lehnsherren waren nach der Schlacht von Sekigahara die Mōri im Rang von Tozama-Daimyō. Auf Grund ihrer Geschichte waren die Mōri dem Tokugawa-Shogunat gegenüber feindlich eingestellt, und zusammen mit Satsuma waren sie die treibende Kraft hinter der Bewegung zur Abschaffung des Shogunats (Tōbaku), dem Boshin-Krieg und der Meiji-Restauration.

## Geschichte

### Kamakura- bis Sengoku-Zeit
Die Familie Mōri führt ihre Linie auf Ōe no Hiromoto zurück, einen Hofadligen und Vasallen (Go-kenin) des frühen Kamakura-Shōgunats. Ursprünglich besaßen sie als Provinzherren (国人領主, kokujin ryōshu) nur ein kleines Gebiet in der Provinz Aki, doch in der Sengoku-Zeit konnte Mōri Motonari (1497–1571) durch geschickte Diplomatie und Kriegführung seine beiden Nachbarn, die Ōuchi (大内氏) und die Amago (尼子氏) besiegen. Auf dem Höhepunkt ihrer Macht herrschten sie über 10 Provinzen in der Region Chūgoku und einen Teil von Nord-Kyūshū.
Motonaris Enkel und Nachfolger Mōri Terumoto herrschte über die Provinzen Aki, Suō, Nagato, halb Bitchū, Bingo, halb Hōki, Izumo, Iwami und Oki, ein Gebiet, das einen Ertrag von mindestens 1.200.000 koku einbrachte. Damit war er einer der mächtigsten Daimyō seiner Zeit. Seinen Sitz verlegte er von der Burg Yoshida-Kōriyama in die Burg Hiroshima.
Nach einer Auseinandersetzung mit Toyotomi Hideyoshi, einem General von Oda Nobunaga, machten beide Seiten Frieden, und Mōri Terumoto wurde einer der Fünf Regenten, die nach dem Tod Hideyoshis bis zur Volljährigkeit seines Sohnes die Regierung übernehmen sollten.
Es bildeten sich zwei Fraktionen heraus, eine östliche unter Tokugawa Ieyasu, und eine westliche unter Ishida Mitsunari, die loyal zu Hideyoshis Sohn Hideyori war. Als deren mächtigstes Mitglied führte Mōri Terumoto, zumindest nominell, die West-Armee in der Schlacht von Sekigahara (1600).
Die Schlacht ging für die westliche Allianz verloren, woran auch die Mōri nicht unschuldig waren:
- Sein Neffe Kikkawa Hiroie schloss einen Geheimpakt mit Tokugawa Ieyasu, weswegen sich dessen 15.000 Soldaten des Mōri-Klans in der Schlacht neutral verhielten.
- Sein adoptierter Neffe Kobayakawa Hideaki mit seinen 15.600 Soldaten verriet Ishidas Armee und verbündete sich mit der Tokugawa-Seite.
- Als Gegenleistung für einen sicheren Abzug übergab Mōri Terumoto die Burg Ōsaka kampflos.

### Edo-Zeit
Der Verrat in der Schlacht wurde von Tokugawa Ieyasu in den Augen der Mōri nicht belohnt: Zwar mussten sie nicht, wie viele andere Daimyo der Gegenseite, ihren kompletten Besitz abgeben, sie wurden jedoch gezwungen, ihren Stammsitz in der Provinz Aki aufzugeben, und ihre Ländereien wurden von über 1.200.000 auf 369.000 koku, rund ein Viertel, reduziert. Das neue Herrschaftsgebiet der Familie bestand jetzt aus zwei Provinzen: Chōshū (auch: Nagato) und Suō. Vom Tokugawa-Shogunat wurden sie als Tozama-Daimyō geführt.
Da die Burg Hiroshima für die Mōri verloren ging, mussten sie einen neuen Standort für ihren Hauptsitz finden. Vom Shogunat wurden sie angewiesen, eine Burg in Hagi zu errichten, das damals nicht mehr als ein ländlicher Küstenstreifen am Japanischen Meer war. In der Nähe befanden sich lediglich die Ruinen der Burg Tsuwano  des benachbarten Han.
Auf den Verlust ihrer Ländereien reagierten die Mōri verbittert, und so war die Zerstörung des Tokugawa-Shogunats von Anfang an ihr Ziel. Der Legende nach wurde es zur Tradition, dass die Berater den Daimyo jedes Jahr zum Neujahrsfest fragten, „Werden wir das Shogunat dieses Jahr zu Fall bringen?“, worauf dieser antwortete „Nein, es ist noch zu früh.“
Hauptanliegen der Herren von Chōshū war nun, wieder zu alter Stärke zurückzukehren. So konnte durch Landgewinnung und bessere Verwaltung der Landwirtschaft der Ertrag des Lehens schrittweise ausgebaut werden, bis er zum Ende der Edo-Zeit mit rund 1.000.000 Koku fast das Dreifache betrug.
Der 7. Daimyō von Chōshū, Mōri Shigetaka, führte Mitte des 18. Jh. umfangreiche Reformen in seinem Han durch, darunter die Erschließung von Neuland und die Neuordnung der Finanzen. Nach der japanischen Ärabezeichnung Hōreki werden diese auch Hōreki-Reformen (宝暦改革, hōreki kaikaku) genannt. 1829 wurden die Ortsvorsteher mit Sonderrechten ausgestattet, um sogenannte Kaisho (会所) einzurichten, in denen Warenproduktion und Handel in den einzelnen Ortschaften geregelt wurde.
1831 kam es zu einem großen Bauernaufstand, dem Chōshū-Tempō-Aufstand (長州藩天保一揆).
1836 führte Mōri Takachika mit Hilfe von Murata Seifū (村田 清風) die Tempō-Reformen durch. Japan war zwar weiterhin offiziell abgeschlossen, in den 30er und 40er Jahren des 19. Jahrhunderts nahm jedoch die Anzahl europäischer Schiffe in den Meeren um Japan herum zu. Chōshū, das die Westspitze von Honshū und die Kammon-Straße kontrollierte, lag an exponierter Position und war sich dieser Entwicklung voll bewusst. Auch Neuigkeiten vom Opiumkrieg in China machten klar, dass Japan sich früher oder später den westlichen Mächten stellen musste. So begann man einerseits, die Küste zu befestigen, und andererseits, heimlich das Exportverbot des Shogunats zu unterlaufen, was dem Han hohe Gewinne einbrachte.
Nach Seifūs Entlassung übernahmen Tsuboi Kuemon (坪井 九右衛門), Mukunashi Tōta (椋梨 藤太) und Sufu Masanosuke (周布 政之助) die Amtsgeschäfte und entwickelten seine Reformen weiter.
Außerdem wurde die Bildung der eigenen Samurai, aber auch der einfachen Bevölkerung gefördert. Yoshida Shōin, in seiner Shōka Sonjuku genannten Schule wurde zum Lehrermeister vieler wichtiger Anführer der bald folgenden Meiji-Restauration. Er entwickelte viele Ideen, die die kommende Zeit prägen sollten, etwa die Verehrung des Tenno und die Vertreibung der „Barbaren“ (sonnō jōi) und die Einheit von Kaiserhof und Shogunat (kōbu gattai).

### Bakumatsu

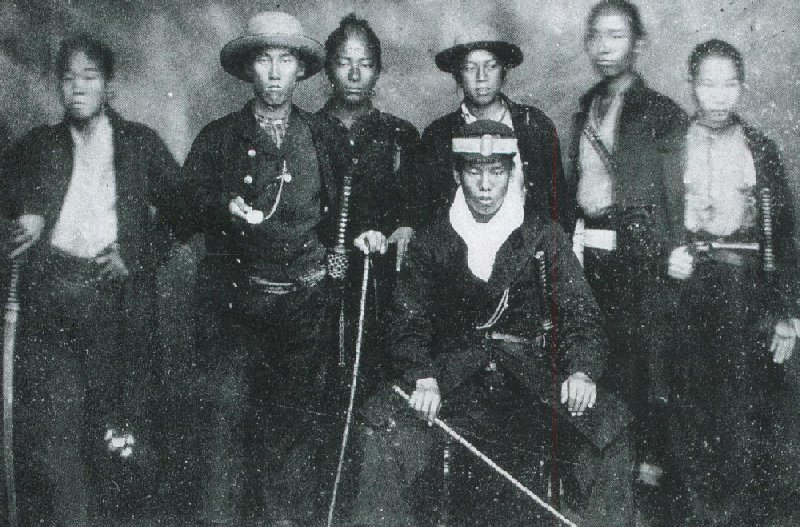
Die Kiheitai von Chōshū, die in der Zweiten Chōshū-Expedition und im Boshin-Krieg gegen das Bakufu kämpfte

1863 verlegte Mōri Takachika seine Residenz von Hagi ins zentral gelegene Yamaguchi. Der Name des Han änderte sich damit in Yamaguchi-han. Hierbei zeigte sich die beginnende Schwäche des Tokugawa-Shogunats: Während es zu Beginn der Edo-Zeit noch vorschreiben konnte, wo einzelne Daimyo ihre Residenz errichten, wurde es nun nur noch informiert, nach dem die Fakten bereits geschaffen waren.
Angetrieben vom Sonnō-Jōi-Gedanken, beginnt Chōshū am 10. Mai, westliche Schiffe in der Kammon-Straße zu beschießen. Die westlichen Mächte vergelten dies mit dem ersten Bombardement von Shimonoseki am 20. Juli. Dabei bleibt es jedoch nicht, nach einigen diplomatischen Verwicklungen kommt es zu einer zweiten Bombardierung am 5./6. September des Folgejahres.
Beim Putsch vom 18.8. am 30. September 1863 in Kyoto stand Chōshū fest hinter dem Kōmei-Tenno und der Losung Sonnō-jōi, gegen Satsuma (einen späteren Alliierten) und Aizu (Gegner bis zum Ende). Die Sonnō-jōi-Fraktion unterlag, und die Vertreter Chōshū wurden aus Kyoto vertrieben. Vertriebene Hofadlige fanden in Chōshū ein Exil.

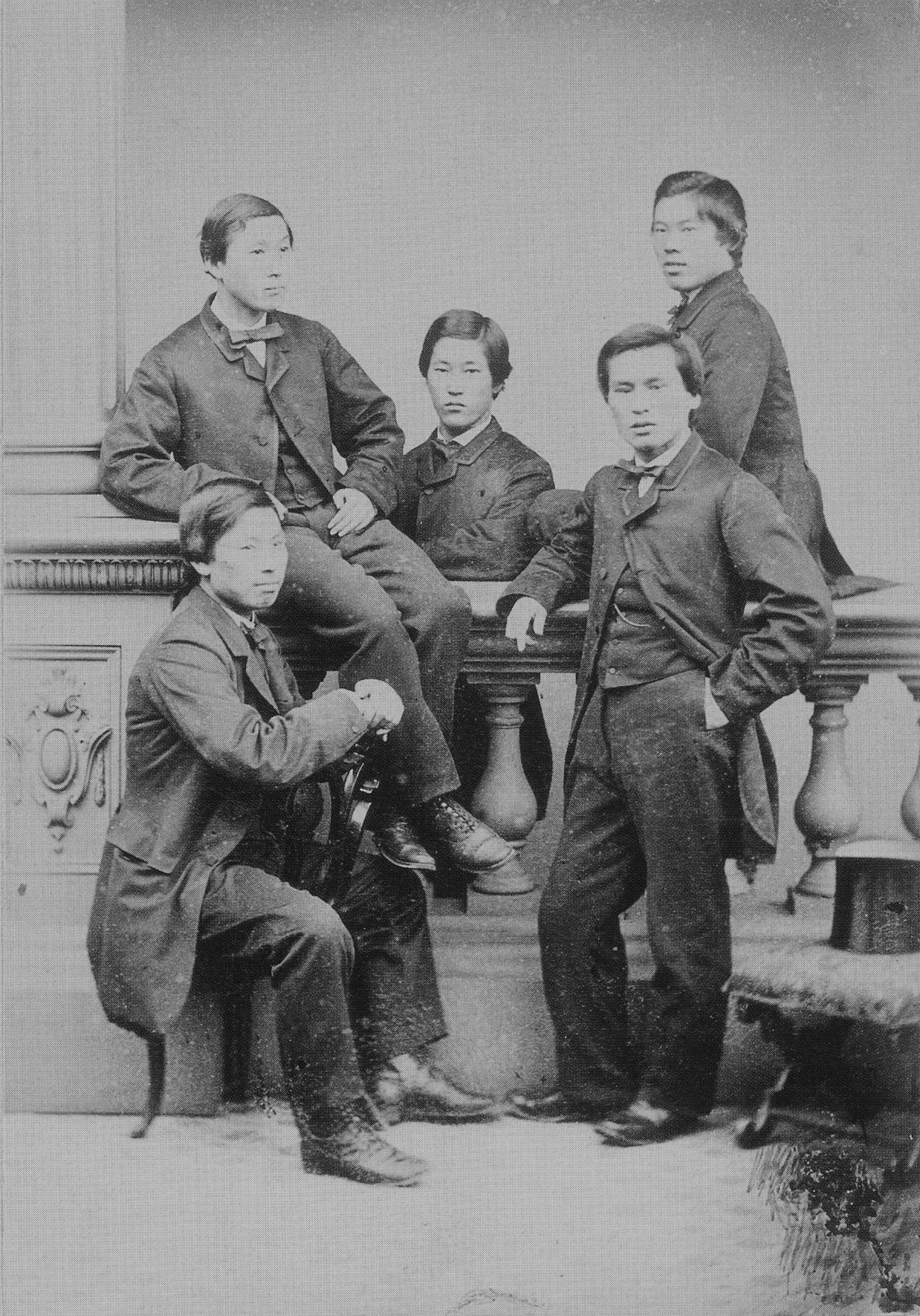
Die Chōshū-Fünf: im Uhrzeigersinn von oben links: Endō Kinsuke, Inoue Masaru, Itō Hirobumi, Yamao Yōzō, und Inoue Kaoru, Foto von 1863

Ebenfalls im selben Jahr schmuggelt das Han fünf junge Samurai aus dem Land, damit diese in London studieren können, die sogenannten Chōshū Five. Der berühmteste von ihnen, Itō Shunsuke, wird später als Itō Hirobumi Premierminister. Mit ihm reisen Inoue Monta (später Inoue Kaoru), Yamao Yōzō, Endō Kinsuke und Nomura Yakichi (später Inoue Masaru).

Flagge von Chōshū im Boshin-Krieg.

1864 eskalierte die Situation in Kyoto weiter. Beim Ikedaya-Vorfall gerieten Rōnin aus Chōshū mit der Shinsengumi aneinander. Daraufhin marschieren Truppen aus Chōshū und Tosa zum Kaiserpalast, werden jedoch von Samurai aus Aizu und Satsuma am Hamaguri-Tor aufgehalten (Aufstand am Hamaguri-Tor). Das Shogunat ordnet daraufhin eine Strafexpedition gegen Chōshū unter Tokugawa Yoshikatsu, Daimyō von Owari an. Unter der militärischen Führung von Saigo Takamori marschiert das Shogunat mit rund 150.000 Soldaten aus 36 Han in Chōshū ein. Es kommt jedoch nicht zu einer Schlacht, da sich die gemäßigte Fraktion in Chōshū durchsetzt und kapituliert.
Saigo gibt sich damit zufrieden, dass die Hauptverantwortlichen für den Angriff auf den Kaiserpalast, Kunishi Chikasuke, Masuda Chikanobu und Fukuhara Mototake Seppuku begehen. Die Hofadligen, die in Chōshū im Exil waren, werden in andere Han gebracht, und die gerade erst fertiggestellte Burg Yamaguchi wird halb zerstört. Die Sonnō-jōi-Fraktion ist damit in Chōshū fürs Erste geschlagen, und gemäßigte Kräfte übernehmen das Ruder. Kaisertreue Samurai werden nach Kyūshū ins Exil geschickt, Daimyō Mōri Takachika entkommt mit seinem Sohn nach Hagi.
In Kokura auf Kyūshū sammelt sich jedoch eine Gruppe um Takasugi Shinsaku, Yamagata Aritomo, Itō Hirobumi und Inoue Kaoru und gründet die Kiheitai, eine Miliz, in die nicht nur Samurai, sondern auch Bauern und Bürgerliche aufgenommen werden. Am 13. Januar 1865 marschiert diese Armee nach modernem Vorbild mit anfangs nur 80 Mann in Chōshū ein, und mit Hilfe von Kido Takayoshi gelingt es ihnen bis März, massiv Kräfte zu sammeln und siegreich aus dem Chōshū-Bürgerkrieg hervorzugehen.
Das Shogunat reagiert darauf mit der zweiten Chōshū-Expedition, doch diese endet mit einem völligen Desaster für das Shogunat. Satsuma, bisher erbitterter Gegner von Chōshū, verweigert dem Shogunat die Gefolgschaft und versorgt Chōshū auf Vermittlung von Sakamoto Ryōma hin erst heimlich mit modernen Waffen, um dann im März 1866 offiziell die Satchō-Allianz zu schließen. Im Juni kehrt Mōri Takachika aus dem Exil an die Spitze des Han zurück.
Am 18. Juli beginnen die Kampfhandlungen, doch gegen die modern ausgebildeten und ausgerüsteten Milizen von Chōshū erleidet die Shogunatsarmee eine Niederlage. Der aus Edo angereiste Shogun Tokugawa Iemochi ist körperlich zu schwach, um die Armee zu führen, und stirbt am 29. August 1866 in der Burg von Osaka. Sein Nachfolger, Tokugawa Yoshinobu, handelt mit Chōshū einen Waffenstillstand aus.
Chōshū und Satsuma üben daraufhin Druck auf den Kaiser aus, den neuen Shogun zur Übergabe der Regierungsmacht zu zwingen. Tatsächlich reagiert Yoshinobu auf die kaiserlichen Erlasse, tritt als Shogun zurück und übergibt die Regierungsmacht. Doch die kaiserliche Seite ist damit nicht zufrieden, und es kommt zur ersten militärischen Auseinandersetzung zwischen Shogunat und Kaiserhof, der Schlacht von Toba-Fushimi. Yoshinobu flieht geschlagen nach Edo. Die Burg Edo wird nach langen Verhandlungen kampflos an die Kaisertruppen übergeben. Der Boshin-Krieg ist damit jedoch nicht beendet. Ōmura Masujirō führt die Truppen aus Chōshū in der Schlacht von Ueno und gegen die Nordallianz um Aizu. Chōshūs Truppen besiegen auch die Republik Ezo. Der Traum, die Tokugawa zu Fall zu bringen, sollte sich damit 260 Jahre später erfüllen.

### Meiji-Zeit
Nach der Meiji-Restauration wurde das System der Han abgeschafft. Die Mōri waren dabei die ersten, die ihre Ländereien freiwillig an den Kaiser zurückgaben. Im neu geschaffenen Adelssystem der Meiji-Zeit (Kazoku) wurden sie als Kōshaku (公爵, "Fürst") geführt.
Yamaguchi-han wurde mit dem untergeordneten Han Tokuyama zusammengelegt und bei der Abschaffung der Han im April 1871 in die Präfektur Yamaguchi umgewandelt.
Durch die Leistungen von Chōshūs Soldaten im Boshin-Krieg spielte Chōshū eine bedeutende Rolle beim Aufbau der Kaiserlich-Japanischen Armee. Viele ehemalige Samurai aus Chōshū stiegen in der Meiji-Zeit zu Generalen, Admiralen der Flotte oder Politikern auf. Itō Hirobumi wurde zum ersten Premierminister Japans, ihm folgten Yamagata Aritomo, Katsura Tarō, Terauchi Masatake und Tanaka Giichi. Auch der früh verstorbene Kido Takayoshi und der Deutschland sehr verbundene Botschafter und Außenminister Aoki Shūzō gehören zu dieser Elite.

## Wirtschaft
Durch die massive Reduzierung der Landfläche, und damit der Reiseinnahmen, zu Beginn der Edo-Zeit von 1,2 Millionen Koku auf rund ein Viertel, war Chōshū zu umfassenden Reformen gezwungen, um das Land von seinen Schulden zu befreien. 
Zuerst wurde die Größe der Ländereien aller Samurai reduziert. Einem Teil der Samurai wurde das Land komplett entzogen, sie wurden direkt aus den Reisspeichern bezahlt. Andere Samurai wurden aus dem Dienst entlassen und dazu ermuntert, selbst in der Landwirtschaft tätig zu werden.
Um Steuern zu entgehen, legten viele Bauern heimlich Felder in den Bergen an. Steuereintreiber machten diese Felder ausfindig und besteuerten sie. 
Die Han-Verwaltung begann auch, den Handel stärker zu regulieren. Sie schuf Monopole auf die "vier Weißen": Papier, Reis, Salz und Wachs, die stark besteuert wurden. Die hohen Steuern sorgten aber auch für regelmäßige Revolten in der Bauernschaft und den niederen Samurairängen.

## Politik
Während der Edo-Zeit wurde Chōshū von den Mōri von der Burg Hagi aus regiert. Um zu vermeiden, dass das Shogunat die Ländereien konfisziert, weil kein Erbe vorhanden ist, schufen die Mōri vier untergeordnete Han, die von Nebenlinien der Familie regiert wurden, aus denen dann ein Erbe adoptiert werden konnte, was zweimal vorkam. Die Han waren:
- Iwakuni-han: 60.000 Koku, regiert von Kikkawa Hiroie und seinen Nachfahren.
- Chōfu-han: 50.000 Koku, regiert von  Mōri Hidemoto und seinen Nachfahren.
- Tokuyama-han: 40.000 Koku, regiert von Mōri Naritaka und seinen Nachfahren.
- Kiyosue-han: 10.000 Koku, regiert von Mōri Mototomo und seinen Nachfahren.

Wie in der Edo-Zeit üblich, hatten die Daimyō der Mōri einen Beraterstab von Karō. Dieses Amt war üblicherweise erblich, und ging an Vasallen mit großem Landbesitz, wie die Oberhäupter der Zweigfamilien der Mōri, verwandte Familien wie die Shishido und die Fukuhara, oder Nachfahren der Generäle und engen Berater von Mōri Motonari, wie die Mazuda, Kuchiba und Kunishi. Es kam jedoch auch vor, dass einzelne, talentierte Samurai mit wenig Landbesitz in den Rang eines Karō erhoben wurden, wie der Reformer Murata Seifū. In diesem Fall war der Rang allerdings nicht erblich.

## Liste der Daimyō

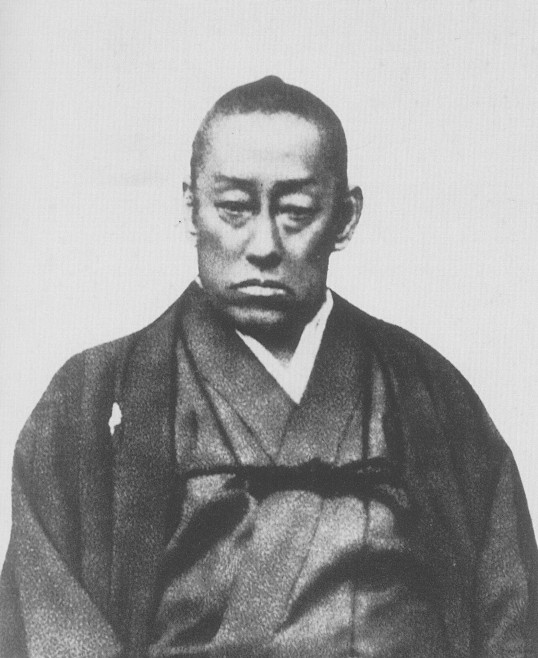
Mōri Takachika

- Mōri (Tozama-Daimyō, 369.000 Koku), 1600–1871

|    | Name           | Kanji     | Amtszeit  |
| -- | -------------- | --------- | --------- |
| 1  | Mōri Terumoto  | 毛利 輝元 | 1563–1623 |
| 2  | Mōri Hidenari  | 毛利 秀就 | 1623–1651 |
| 3  | Mōri Tsunahiro | 毛利 綱広 | 1651–1682 |
| 4  | Mōri Yoshinari | 毛利 吉就 | 1682–1694 |
| 5  | Mōri Yoshihiro | 毛利 吉広 | 1694–1707 |
| 6  | Mōri Yoshimoto | 毛利 吉元 | 1707–1731 |
| 7  | Mōri Munehiro  | 毛利 宗広 | 1731–1751 |
| 8  | Mōri Shigetaka | 毛利 重就 | 1751–1782 |
| 9  | Mōri Haruchika | 毛利 治親 | 1782–1791 |
| 10 | Mōri Narifusa  | 毛利 斉房 | 1791–1809 |
| 11 | Mōri Narihiro  | 毛利 斉熙 | 1809–1824 |
| 12 | Mōri Narimoto  | 毛利 斉元 | 1824–1836 |
| 13 | Mōri Naritō    | 毛利 斉広 | 1836      |
| 14 | Mōri Takachika | 毛利 敬親 | 1836–1869 |
| 15 | Mōri Motonori  | 毛利 元徳 | 1869–1871 |

## Weitere Besitzungen

### Unter-Han (支藩)
- Chōfū (長府藩) in Nagato
- Tokuyama (徳山藩) in Nagato

### Enkel-Han (孫藩)
- Kiyosue (清末藩) in Nagato

### Andere Gebiete
- Iwakuni (岩国領, ab 1868: 岩国藩) in Suō